# Begelly
Begelly es una localidad situada en el condado de Pembrokeshire, en Gales (Reino Unido). Tiene una población estimada, a mediados de 2020, de 791 habitantes.
Está ubicada al suroeste de Gales, a poca distancia de la costa de los mares de Irlanda y Céltico.